# Casey (Illinois)
Casey város az USA Illinois államában, Clark és Cumberland megyében. Lakosainak száma 2404 fő (2020. április 1.).

## Népesség
A település népességének változása:
| Lakosok száma | 778  | 2769 | 2404 |
|               | 1880 | 2010 | 2020 |